# Cutias (Amapá)
Cutias, amtlich Município de Cutias, auch Cutias do Araguary oder Cutias do Araguari, ist eine Kleinstadt mit großem Gemeindegebiet im brasilianischen Bundesstaat Amapá in der Região Norte. Sie ist rund 106 km von der Hauptstadt Macapá entfernt. Die Bevölkerungszahl wurde zum 1. Juli 2018 auf 5864 und 2024 auf 4725 Einwohner geschätzt. Die Einwohner, die auf dem etwa 2179 km² großen Gebiet leben, werden Cutienser (portugiesisch cutienses) genannt. Die Bevölkerungsdichte lag 2022 bei 2 Personen pro km².

## Geographie und Namensherkunft
Benannt ist der Munizip nach dem einheimischen Namen Cutia für die jagd- und essbaren Agutis (Dasyprocta), einer dort häufig vorkommenden Nagetiergattung.
Die Landschaft und Biom sind vorwiegend durch Amazonischen Regenwald geprägt. Das Klima ist tropisch nach der Klimaklassifikation nach Köppen und Geiger Am. Die Durchschnittstemperatur beträgt 26,9 °C. Es gibt viel Niederschlag und wenige Trockenperioden.
Der Ort liegt am Rio Araguari, der in den Südatlantik mündet. Neben Flussverkehr ist Cutias über die Landesstraße AP-070 erreichbar, die in Cutias endet.

## Geschichte
Das Gebiet unterstand bis 1992 dem Munizip Macapá und wurde durch Ausgliederung zum 1. Mai 1992 eine rechtlich selbständige Gemeinde.
2017 änderte das Instituto Brasileiro de Geografia e Estatística die Zuordnung zu geostatistischen Regionen und teilte die Gemeinde der Região geográfica imediata Oiapoque und der Região geográfica intermediária Oiapoque-Porto Grande zu.

## Stadtverwaltung
Exekutive: Bei der Kommunalwahl 2016 wurde Raimundo Barbosa Amanajás Filho Stadtpräfekt (Bürgermeister) für die Amtszeit von 2017 bis 2020, der für den Partido Republicano da Ordem Social (PROS) angetreten war. Die Legislative liegt bei einem Stadtrat (Câmara Municipal) aus neun gewählten Stadtverordneten (vereadores). Die Gemeinde bildet einen einzigen Distrikt.

## Lebensstandard
Der Index der menschlichen Entwicklung für Städte, abgekürzt HDI (portugiesisch: IDH-M), lag 1991 bei dem sehr niedrigen Wert von 0,161, im Jahr 2000 bei dem als niedrig eingestuften Wert von 0,444, im Jahr 2010 bei dem mittleren Wert von 0,628.